# Nicolas Favresse
Pas d'image ? Cliquez ici
Piolets d'or
Golden Pitons
Nicolas Favresse est un grimpeur belge, né à Bruxelles en 1980, connu pour ses réalisations de haut niveau en escalade sportive, en style traditionnel (sur protections naturelles) et ses ascensions de big wall en haute-montagne et régions polaires.
Il est membre de la Rock Climbing Team du Club alpin belge (CAB-RCT), comme son frère Olivier et Sean Villanueva avec lesquels il a déjà participé à des expéditions en Patagonie, au Pakistan, en Terre de Baffin et au Groenland. Il obtient le piolet d'or 2011 avec Olivier Favresse, Sean Villanueva, Ben ditto et le révérend Bob Shepton, en récompense de leur expédition de 2010 au Groenland.

## Réalisations marquantes

### Escalade sportive

#### Voies après travail
- Estado Critico, 9a, Siurana, Espagne - première voie du  neuvième degré par un grimpeur du Benelux
- Le clou, 8c, Freyr, Belgique - ouverture et première ascension (flash), et première de ce niveau en Belgique
- "La Reina Mora",  8c+, Siurana, Espagne

#### A vue
- Florida, 8b, Rodellar, Espagne
- Swimming Through A Shark Attack, 8a+/b, El Chorro, Espagne
- Gaia, 8b, Kalymnos, Grèce - première  à vue

### Escalade traditionnelle
- Father’s day, 8b+, Star Wall, Donner Summit, Californie
- Greenspit, 8b+, val d'Orco, Italie
- Cobra Crack, 5.14, Squamish, Canada - première répétition
- The Recovery Drink (Norvège) 5.14 (8b+/8c+), 35 m., ouverture en 2013, considérée comme l'une des fissures les plus difficiles au monde[1]

## Big wall
- Free Rider (36 longueurs, 1000m,  5.12d (7c), El Capitan, Yosemite, Californie, avec Sean Villanueva.
- L'Appât (12 longueurs, 450m, 8a), Chutes de Yosemite, Californie, première ascension avec Sean Villanueva.
- Riders in the storm (36 longueurs, 1200m, 7c et A3, tours du Paine, Patagonie, Chili) - avec Olivier Favresse, Sean Villanueva et Mike Lecomte.
- Lost in Transletion (10 longueurs, 400 m, 5.12b/c (7b+), Yosemite, Californie, USA, 30/8/2006) - première ascension, en one push de 27 h avec Ivo Ninov.
- Badal (26 longueurs, 1200m, 5.12+ (7c), Badal wall, vallée du Charakusa, Pakistan, 2007) - première ascension avec Olivier Favresse, Sean Villanueva et Adam Pustelnik.
- Ledgeway to Heaven (28 longueurs, 1300m, 5.12+(7c), Nafees Cap, vallée Charakusa, Pakistan, 2007) - première ascension en one push de 40 h avec Olivier Favresse, Sean Villanueva et Adam Pustelnik.
- The secret passage (15 longueurs, 5.13c, El Capitan, Yosemite, Californie, USA, 10/10/2008) - première ascension avec Sean Villanueva.
- Voie sud africaine (1200m, 5.12c/7b+, Tours du Paine, Patagonie, Chili) - première ascension en libre d'une voie sur la face est de la tour centrale, avec Sean Villanueva et Ben Ditto.
- The Belgarian (850m, 5.13/A1 (un seul point d'aide), face ouest de la tour sud du Mont Asgard, Terre de Baffin, 2009) - 11 jours en paroi avec Silvia Vidal, Olivier Favresse, Sean Villanueva et Stéphane Hanssens.
- Porter route (5.12 /A4 (3 longueurs non libérées), face nord de la tour nord du mont Asgard, Terre de Baffin, 2009) - avec Silvia Vidal, Olivier Favresse, Sean Villanueva et Stéphane Hanssens.
- Brown balls wall (400m, 5.12, Brown balls wal, Groenland, 2010). Première ascension de cette paroi avec Olivier Favresse, Sean Villanueva et Ben Ditto (Piolet d'or 2011).
- The Chinese Gibe (550m, 5.11+ offwidth, Angegoq Tower, Groenland, 2010). Première ascension avec Ben Ditto.
- El Corazon (1250m, 40 longueurs, 7b, Fitz Roy, Patagonie, Argentina, 24/02/2011). Seconde ascension (et à vue) avec Sean Villanueva en 28h.
- 2017 : El Regalo de Mwono (+1200m., 8a+ max, Patagonie), ouverture en libre, avec Villanueva O’Driscoll et Siebe Vanhee[2].

## Récompenses
- Piton d'or 2009 (catégorie big wall) pour ses ascensions en Terre de Baffin
- Piolet d'or 2010 pour son expédition au Groenland
- Prix Karl Unterkircher 2012 pour son expédition au Groenland

## DVD
- Patagonia dream
- Pakistan Project
- Asgar Jamming (gagnant du piton d'or 2009)